# Фосфорилаза
фосфорилазите са ензими катализиращи добавянето на фосфатна група (РО4) от неорганичен фосфат към акцептор (най-често белтък).
A-B + P {\displaystyle \rightleftharpoons } A + P-B
Към тях се отнасят алостеричните ензими катализиращи получаването на глюкозо-1-фосфат от полизахариди като гликоген, скорбяла или малтодекстрин. Обикновено само с фосфорилаза се означава гликоген фосфорилазата в чест на Ърл Съдърланд-младши, който я като първата фосфорилаза открива през 1930 г. 

## Функция
В общи линии фосфорилзаите катализират добавянето на фосфатна група към субстрат за сметка на неорганичен фосфат (фосфат-водород). Не бива да се бъркат с фосфатаза (хидролаза отстраняваща фосфатната група от субстрата) или киназа (фосфотрансфераза прехвърляща фосфатната група от донор, най-често АТФ, към акцептор).
| Име                                                                           | Клас                              | Реакция                                                   |
| ----------------------------------------------------------------------------- | --------------------------------- | --------------------------------------------------------- |
| фосфорилаза                                                                   | Трансфераза (EC 2.4 and EC 2.7.7) | A-B + H-OP {\displaystyle \rightleftharpoons } A-OP + H-B |
| Фосфатаза                                                                     | Хидролаза (EC 3)                  | P-B + H-OH {\displaystyle \rightleftharpoons } P-OH + H-B |
| Киназа                                                                        | Трансфераза (EC 2.7.1-2.7.4)      | P-B + H-A {\displaystyle \rightleftharpoons } P-A + H-B   |
| P = фосфонатна група, OP = фосфатна група, H-OP или P-OH = неорганичен фосфат |                                   |                                                           |